# Petroica ventregroga occidental
El petroica ventregroga occidental (Eopsaltria griseogularis) és un ocell de la família dels petròicids (Petroicidae).

## Hàbitat i distribució
Habita boscos, selva i ciutats des del sud-oest i sud d'Austràlia Occidental cap a l'est fins a la costa d'Austràlia Meridional.